# Книга Мусій Іванович
Мусій Іванович Книга (нар.28 серпня 1903 — пом.30 квітня 1994) — доктор сільськогосподарських наук, професор, Член-кореспондент ВАСГНІЛ і УААН, видатний вчений в галузі молочного господарства, технології молока і молочних продуктів.

## Біографія
Мусій Книга народився 28 серпня 1903 року в селі Ков'яги Валківського повіту Харківської губернії.
Протягом 1914-1917 років працював на поміщика Кеніга. 
Протягом 1917-1920 років навчався у трирічній школі. 
Протягом 1920-1922 років навчався в Старомерчанській агрономічній школі. 
Протягом 1923-1926 років був студентом Харківського зоотехнікуму за профілем "агроном-зоотехнік".   
У 1926 році закінчив Харківський зоотехнічний інститут.  
Протягом 1926-1929 років Мусій Книга працював головним агрономом-зоотехніком в Дергачівському районному зоотехнічному відділі Харківської області. 
З 1929 року Мусій Книга брав участь у проєктуванні Харківського молокозаводу. 
Протягом 1928-1930 років був студентом факультету молочного господарства Харківського молочно-зоотехнічного інституту. 
З 1930 року працював головним зоотехніком Новоіванівського цукрового комбінату Богодухівського району Харківської області. 
Протягом 1930-1933 років був аспірантом Харківського молочно-зоотехнічного інституту системи Всеукраїнського інституту сільськогосподарської аспірантури. 
З 1931 працював на кафедрі біохімії і технології молока і молочних продуктів на посаді асистента. 
Протягом 1933-1941 років Мусій Книга працював завідувачем кафедри технології продуктів тваринництва. 
Протягом 1938-1939 років був заступником директора ХЗІ з навчальної та наукової роботи. 
З 1939 року захистив кандидатську дисертацію на тему "Влияние кальция и фосфора рациона на количество и состав молока", присуджено вчений ступінь кандидата сільськогосподарських наук; присвоєне вчене звання доцента кафедри Технології молока. 
Протягом 1941-1942 років працював завідувачем зооветеринарної дільниці (Воронезька область). 
Протягом 1943-кінець 1946 років працюва політпрацівником, викладачем соціально-економічних дисциплін у навчальних закладах Радянської армії. 
З 1946 року очолював деканат зоотехнічного факультету. 
Протягом серпня 1946-1960 років був ректором ХЗІ. З 1960-1962 роки працював ректором ХЗВІ. 
Протягом 1946-1973 (1974) років працював завідувачем кафедри технології продуктів тваринництва і зоогігієни. 
З 1955 року захистив докторську дисертацію на тему "Значення цукру корму для лактації корів". 
З 1956 року Мусію Книзі присуджено вчений ступінь доктора сільськогосподарських наук; присвоєно вчене звання професора; обраний членом-кореспондентом ВАСГНІЛ. 
З 1957 року був включений до складу національного комітету СРСР із молочної справи. 
Протягом 1963-1973 років був науковим керівником Науково-дослідної лабораторії з технології молока. 
Протягом 1984-1987 років був науковим консультантом кафедри технології продуктів тваринництва. 
З 1991 року був обраний членом-кореспондентом УААН. 
30 квітня 1994 року помер на 91 році життя. Похований на Малоданилівському цвинтарі Дергачівського району Харківської області. 

## Праці
Мусій Іванович автор більше ніж 300 наукових праць. Підготував більше як 30 кандидатів наук. Автор книг:
- Як визначити якість молока (1937)
- Молочна справа (1960)
- Підвищення жирності молока (1961)
- Цукристі соковиті корми в годівлі тварин (1964, співавтор)
- Технология молока и молочных продуктов: учебное пособие. Ч. 2. (1980, співавтор)

Напрям наукової роботи: мінливість хімічного складу та біохімічних властивостей молока корів  під впливом годівлі.

## Відзнаки та нагороди
- орден Леніна;
- орден Трудового Червоного Прапора;
- «Знак пошани»
- медаль «За трудову доблесть»;
- медаль «За перемогу над Німеччиною»;
- медаль «Ветеран праці»;
- золота медаль ВДНГ СРСР;
- знак за заслуги в області вищої освіти.